# Bombardeos del campo de refugiados de Al-Maghazi
Los bombardeos del campo de refugiados de Al-Maghazi fueron una serie de ataques aéreos llevados a cabo por las Fuerzas de Defensa de Israel contra el densamente poblado campo de refugiados de Al-Maghazi, situado en el centro de la Franja de Gaza, al sur del campamento de Bureij

## Ataques aéreos

### Octubre
El 17 de octubre, un ataque aéreo llevado a cabo por las Fuerzas de Defensa de Israel alcanzó una escuela gestionada por la Agencia de Naciones Unidas para los Refugiados de Palestina en Oriente Próximo (UNWRA) en el campo de refugiados de Maghazi en la Franja de Gaza. Al menos seis personas murieron en el ataque y «docenas resultaron heridas», incluido personal del UNWRA, aunque se cree que el número podría aumentar según se avanzasen en las labores de rescate.

### Noviembre
El 5 de noviembre, las Fuerzas de Defensa de Israel (FDI) bombardearon el campo de refugiados de Al-Maghazi en el centro de la Franja de Gaza. Al menos 45 personas murieron, en su mayoría mujeres y niños. El bombardeo israelí destruyó la casa de la familia Sam'an en el campo de refugiados y causó graves daños a las viviendas e infraestructuras vecinas. El Ministerio de Salud de Gaza declaró que más de treinta personas muertas llegaron al Hospital de los Mártires de Al-Aqsa en Deir al-Balah tras el ataque. Un periodista de AP en un hospital cercano vio ocho niños muertos, incluido un bebé, traídos después del ataque. Una niña superviviente fue conducida por el pasillo con la ropa cubierta de polvo. Inicialmente, la agencia de noticias Wafa informó de que el bombardeo había matado a 51 personas, en su mayoría mujeres y niños. Este ataque se produjo unos pocos días después de los ataques aéreos contra los campos de refugiados de Jabalia y Bureij, que mataron a más de 200 personas.
Las FDI no confirmaron que el campamento hubiera sido alcanzado por un ataque aéreo israelí y dijeron que sus ataques aéreos eran «ataques específicos basados en inteligencia, específicamente contra elementos terroristas».

### Diciembre
El 6 de diciembre, aproximadamente a las 21:00 horas, un edificio residencial en la zona de Barkat Al-Waz, al oeste del campamento de Al-Maghazi, fue atacado, lo que provocó la muerte de al menos dieciocho palestinos, en su mayoría niños; otras veinte personas resultaron heridas.
La Nochebuena de 2023 fue una de las noches más mortíferas de la guerra con más de 100 palestinos muertos. Uno de los peores ataques tuvo lugar en el campamento de Maghazi, donde la aviación israelí mató a al menos 86 palestinos en su bombardeo de la plaza de un barrio residencial. Aunque, los funcionarios de salud palestinos declararon que era probable que el número de víctimas aumentara y que los ataques aéreos que comenzaron antes de la medianoche continuaron hasta el día de Navidad.
El portavoz del Ministerio de Salud de Gaza, Ashraf al-Qudra, describió el ataque como una masacre.
Associated Press informó el 25 de diciembre que habían visto registros del cercano Hospital Al-Aqsa que indicaban que al menos 106 personas habían muerto en el ataque.
Un portavoz de las FDI reconoció la autoría de Israel en el ataque y declaró que «una investigación preliminar reveló que durante el ataque, se dañaron edificios adicionales adyacentes a los objetivos que estaban [destinados a ser] atacados», supuestamente dijo a KAN la Unidad del Portavoz de las FDI. «[Esto] aparentemente resultó en daño a quienes no estuvieron involucrados... Las FDI lamentan el daño a quienes no estuvieron involucrados». Un funcionario de las FDI dijo que el gran número de muertos se debió al uso de municiones incorrectas en el ataque «Como resultado, hubo grandes daños colaterales que no tenían por qué ocurrir y podrían haberse evitado si se hubiera utilizado el armamento correcto».

### 2024
El 1 de enero de 2024, quince personas murieron en un ataque aéreo contra una casa en Al-Maghazi. El 16 de enero, se recuperaron dieciséis cadáveres de debajo de los escombros tras varios días de ataques aéreos. arias personas murieron y resultaron heridas el 29 de marzo. Al menos tres personas murieron en un bombardeo israelí el 31 de marzo.
El 5 de enero de 2024, se informó que el Ejército de Israel había aumentado la violencia contra los residentes de los campos de refugiados. Los tanques disparaban y aplastaban a la gente. Al Jazeera informó que un francotirador israelí mató a tiros a una madre y a su bebé, «perforando el cráneo del bebé con una bala».
El 29 de marzo varias personas resultaron muertas y heridas en un ataque aéreo israelí. El 31 de marzo, al menos tres personas murieron en un bombardeo israelí. El martes 16 de abril al menos once personas, la mayoría niños, murieron en un nuevo ataque perpetrado por las fuerzas de Israel contra un mercado del campo de refugiados. Según los testigos presenciales varios drones dispararon directamente contra un grupo de personas que se encontraban en el campamento.
El 16 de abril, funcionarios de salud informaron que un ataque aéreo israelí mató a trece personas, incluidos siete niños; un testigo afirmó que «Estás matando niños. No estás matando a un ejército ni a combatientes; Estás matando a niños que jugaban pacíficamente en la calle», y otro, hablando de «niños muertos en el suelo», dijo: «Estaban jugando al futbolín y fueron mártires».